# Heinz te Laake

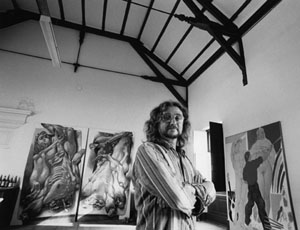
Heinz te Laake (1974)

Heinz te Laake (* 2. Januar 1925 in Berlin; † 2. Mai 2001 in Erbach im Rheingau) war ein deutscher Künstler, der sich im Bereich der Malerei, Kinetik und Skulptur betätigte.
Heinz te Laake studierte von 1945 bis 1950 an der Hochschule für Bildende Künste in Berlin bei Karl Schmidt-Rottluff. Er unternahm längere Studienreisen durch Europa und längere Studien im Louvre in Paris und im Nationalmuseum in Athen. Nach seinem Studium arbeitete er als freischaffender Künstler in Düsseldorf und auf Schloss Reinhartshausen, wo er mit seiner Frau Marlis te Laake eine Atelierwohnung innehatte. Mit ihr zusammen ist er auf dem Erbacher Friedhof beigesetzt. 
Neben der Tafelmalerei arbeitete er seit 1957 an kinetischen Objekten, bewegten Bildern und Skulpturen mit Uhrwerken. Te Laake beschäftigte sich auch mit Themen der angewandten Kunst, so gestaltete er neben Uhren auch Sammlerporzellane und Tischdekorationen, nicht zuletzt Künstleretiketten für verschiedenen Rheingauer Weingüter, neben Schloss Reinhartshausen namentlich für das Weingut Balthasar Ress. 
Werke von Heinz te Laake befinden sich in verschiedenen privaten Sammlungen wie auch Museen,  unter anderem im Stedelijk Museum in Amsterdam oder im Musée des Arts Decoratifs in Lausanne. Sein malerisches Werk wird derzeit dokumentarisch erfasst und durch KunstKontor, Wiesbaden für ein Werkverzeichnis vorbereitet.